# 2011 en Colombie-Britannique
Chronologie de la Colombie-Britannique
- 2007
- 2008
- 2009
- 2010
- 2011
- 2012
- 2013
- 2014
- 2015

Cette page concerne des événements qui se sont produits durant l'année 2011 dans la province canadienne de Colombie-Britannique.

## Politique

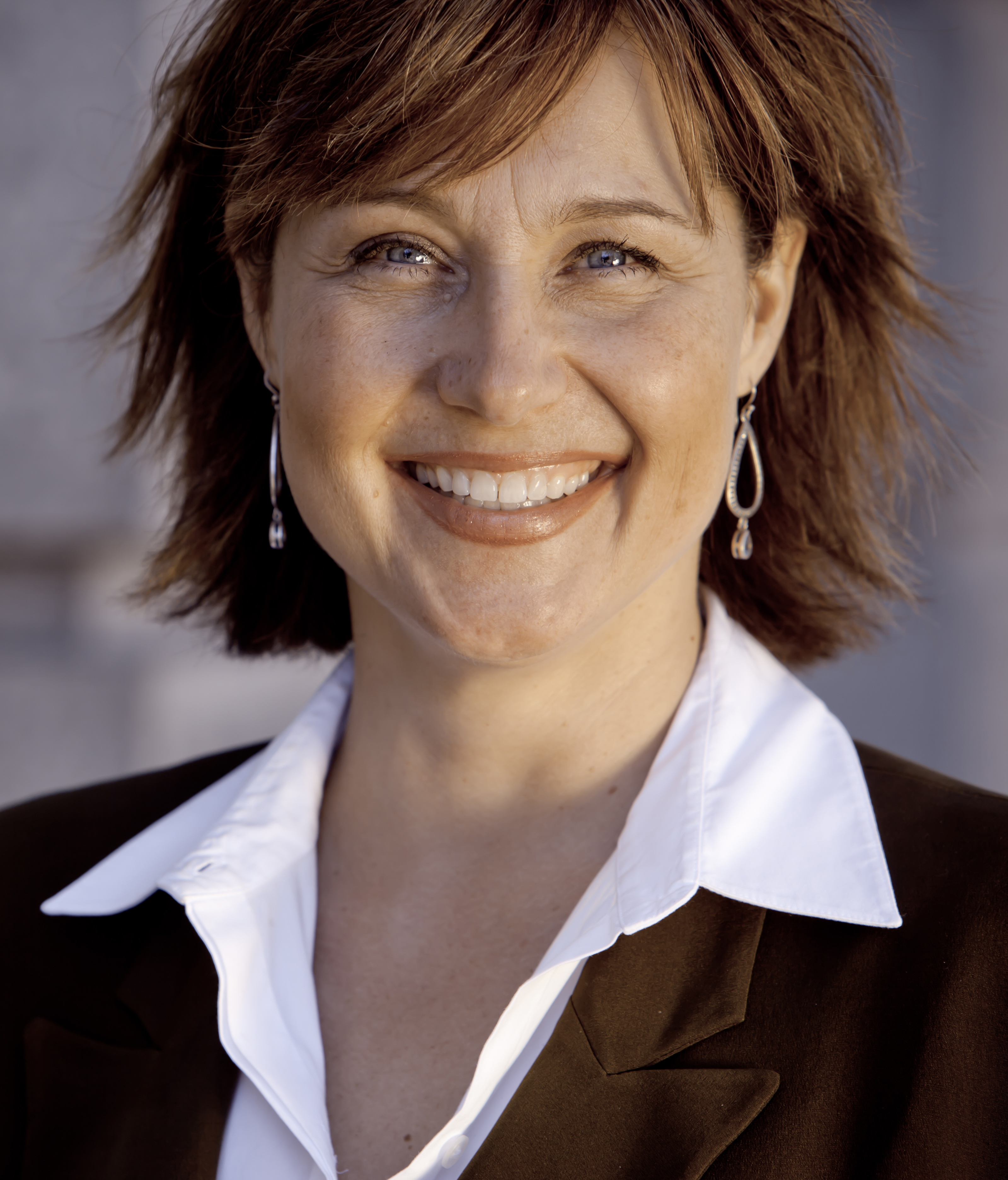
Christy Clark

- Premier ministre : Gordon Campbell puis Christy Clark
- Chef de l'Opposition : Carole James puis Dawn Black et Adrian Dix (en)
- Lieutenant-gouverneur : Steven Point
- Législature : 39e

## Événements
- Mardi 1er février, Colombie-Britannique : une réclamation de la Colombie-Britannique par a la compensation des travailleurs a résulté par la SPCA et le RCMP à ouvrir une investigation sur le massacre d'environ 100 chiens de traineaux au service aventurier de Whistler.

- Mercredi 2 mars : une tempête de vent, sur la côté de Lower Mainland en Colombie-Britannique amène des bourrasques allant jusqu'à 140 kilomètres à l'heure causant des perdes des électricités aux 55, 000 résidents[1].

- Lundi 14 mars : Christy Clark est assermentée première ministre de la Colombie-Britannique, après avoir gagnée son élection à la chefferie libérale (en); la Colombie-Britannique devient la première province avec deux femmes premières ministres dans son histoire, et pour la première fois dans l'histoire canadienne, trois provinces ou territoires ont simultanément des femmes premières ministres (jusqu'en octobre)[2].

- Lundi 11 avril : la première ministre Christy Clark annonce sa candidature dans la circonscription de Vancouver-Point-Grey[3].

- Jeudi 14 avril : Christy Clark annonce l'élection partielle de Vancouver-Point-Grey pour le 11 mai[4].

- Mercredi 11 mai : la candidate et première ministre Christy Clark du Parti libéral remporte la victoire de l'élection partielle de Vancouver-Point-Grey avec 7 371 votes et 48 % du vote contre David Eby du NPD avec 6 776 votes et 44 % du vote, Françoise Raunet du Parti vert avec 511 votes et 3 % du vote, Danielle Alie du CB Première avec 369 votes et 2 % du vote et les deux candidats indépendants William Gibbens avec 27 votes et 0 % du vote et Eddie Petrossian avec 14 votes et 0 % du vote[5].

- Mercredi 15 juin : une émeute éclate dans le centre-ville de Vancouver après que les Canucks de Vancouver perdent la 7e partie en finale de la Coupe Stanley contre les Bruins de Boston[6].

- Jeudi 27 octobre : un écrasement d'avion s'est produit à l'extérieur de l'Aéroport international de Vancouver après avoir manqué son atterrissage. 11 personnes sont blessés et mort du pilote.

## Décès
- lundi 28 février : Allan Williams, vérificateur général de la Colombie-Britannique.
- samedi 12 mars : Donald Brenner (en), juge à la Cour Suprême de la Colombie-Britannique.
- lundi 11 juillet : Pierrette Alarie, soprano.
- lundi 15 août : Rick Rypien, joueur de hockey (Canucks de Vancouver).